# Julián Figueroa (cantante)
Julián Figueroa Fernández (Ciudad de México, 2 de mayo de 1995-Ciudad de México, 9 de abril de 2023) fue un cantante, actor y compositor mexicano.

## Biografía y carrera
Nació el 2 de mayo de 1995 en la Ciudad de México, siendo el único hijo de la pareja formada por el cantautor Joan Sebastian y la actriz Maribel Guardia. Desde su juventud, mostró interés por componer y cantar, además, tuvo la oportunidad de actuar en varias telenovelas y series de televisión, la cual, en el 2015 tuvo como oportunidad de realizar sus primeros trabajos como actor en la serie de antología Como dice el dicho, en dos episodios.
En ese mismo año, fue convocado por la productora Carla Estrada para interpretar a su padre Joan Sebastian, en la serie de televisión biográfica Por siempre Joan Sebastian (2016), siendo su debut protagónico junto con su hermano José Manuel Figueroa. Seis años después, volvió a la televisión en la producción de Nicandro Díaz González, Mi camino es amarte (2022-23), interpretando a Leonardo Santos.
Como cantante, debutó en el escenario del Webster Hall de la ciudad de Nueva York en julio de 2015, y poco después comenzó a grabar su primer álbum, que fue lanzado a finales de 2016 bajo la producción de Marco Chacón. Compartió escenario con varios artistas de la música regional mexicana como Joan Sebastián, Maribel Guardia, José Manuel Figueroa, Vicente Fernández, entre otros.
En 2017 contrajo matrimonio con Imelda Garza, con quien tuvo un hijo ese mismo año.

### Muerte
El 9 de abril de 2023, Figueroa, de 27 años de edad, fue encontrado sin vida en su domicilio ubicado en la colonia Jardines del Pedregal, en Álvaro Obregón, Ciudad de México. El mismo día, su cuerpo fue cremado y sus cenizas fueron entregadas a sus familiares. Su madre compartió que su muerte había sido causada por un infarto agudo de miocardio y una fibrilación ventricular.

## Discografía

### Álbumes
| Año  | Título  | Discográfica |
| 2017 | Volaré  | Tico Sounds  |
| 2019 | Ay amor | Tico Sounds  |

### Álbumes en vivo
| Año  | Título                        | Discográfica |
| 2020 | Acústico desde casa (en vivo) | Tico Sounds  |

### Sencillos
| Año  | Título  | Discográfica |
| 2019 | Ay amor | Tico Sounds  |

## Filmografía
| Año       | Título                     | Personaje                          | Notas                                                                          |
| --------- | -------------------------- | ---------------------------------- | ------------------------------------------------------------------------------ |
| 2015-2016 | Como dice el dicho         | NachoFelipe                        | Ep. «Cuando Dios cierra todas las puertas...»Ep. «La vida es dura pero madura» |
| 2016      | Por siempre Joan Sebastian | Joan Sebastian de joven / Él mismo | 8 episodios                                                                    |
| 2022      | Secretos de familia        | Tomás                              | Cortometraje                                                                   |
| 2022-2023 | Mi camino es amarte        | Leonardo Santos Pérez              | [ 9 ] [ 10 ]                                                                   |